# 구산초등학교 (창원시)
구산초등학교는 대한민국 경상남도 창원시 마산합포구 구산면 수정리에 있는 공립 초등학교이다.

## 학교 연혁
- 1922년 10월 1일 구산공립보통학교(4년제) 개교
- 1927년 6월 12일 6년제 인가
- 1938년 4월 1일 구산공립심상소학교로 개칭[1]
- 1941년 4월 1일 구산공립국민학교로 개칭[2]
- 1996년 3월 1일 구산초등학교로 개칭[3]
- 1999년 9월 1일 구서분교장 편입
- 2006년 5월 24일 다목적 체육관 개관
- 2019년 9월 1일 제31대 이연희 교장 부임
- 2020년 2월 11일 구서분교장 제55회 졸업(졸업생 총수 964명)
- 2020년 2월 11일 제95회 졸업(졸업생 총 수 3,248명)

## 참고 자료
- 구산초등학교 - 한국교육학술정보원 학교알리미